# Вільшанська сільська рада (Сосницький район)
Вільша́нська сільська́ ра́да — адміністративно-територіальна одиниця та орган місцевого самоврядування в Сосницькому районі Чернігівської області. Адміністративний центр — село Вільшане.

## Загальні відомості
Вільшанська сільська рада утворена у 1926 році.
- Територія ради: 53,1 км²
- Населення ради: 823 особи (станом на 2001 рік)

## Населені пункти
Сільській раді були підпорядковані населені пункти:
- с. Вільшане
- с. Гай

## Склад ради
Рада складалася з 14 депутатів та голови.
- Голова ради: Моїк Володимир Петрович
- Секретар ради: Рисак Ганна Іванівна

### Керівний склад попередніх скликань
| Прізвище, ім'я, по батькові | Основні відомості                                                         | Дата обрання | Дата звільнення |
| --------------------------- | ------------------------------------------------------------------------- | ------------ | --------------- |
| Моїк Володимр Петрович      | Сільський голова, 1966 року народження, член Народної партії              | 26.03.2006   | 31.10.2010      |
| Моїк Володимир Петрович     | Сільський голова, 1963 року народження, освіта вища, член Партії регіонів | 31.10.2010   |                 |

Примітка: таблиця складена за даними сайту Верховної Ради України

### Депутати
За результатами місцевих виборів 2010 року депутатами ради стали:

#### За суб'єктами висування
| Суб'єкт висування                                       | Кількість обраних депутатів | %    |
| ------------------------------------------------------- | --------------------------- | ---- |
| Партія регіонів                                         | 9                           | 64,3 |
| Політична партія Всеукраїнське об'єднання «Батьківщина» | 5                           | 35,7 |

#### За округами
| № округу                                                | Прізвище, ім'я, по батькові     | Дата визнання обраним | Освіта  | Партійна приналежність | Відомості про обраного депутата                       |
| ------------------------------------------------------- | ------------------------------- | --------------------- | ------- | ---------------------- | ----------------------------------------------------- |
| Партія регіонів                                         |                                 |                       |         |                        |                                                       |
| 2                                                       | Рисак Ганна Іванівна            | 04.11.2010            | вища    | член Партії регіонів   | Вільшанська сільська рада, секретар                   |
| 3                                                       | Андрієнко Юрій Миколайович      | 04.11.2010            | вища    | член Партії регіонів   | Вільшанська загальноосвітня школа, завгосп            |
| 4                                                       | Бондаренко Світлана Анатоліївна | 04.11.2010            | середня | член Партії регіонів   | тимчасово не працює                                   |
| 7                                                       | Пилипенко Володимир Іванович    | 04.11.2010            | середня | член Партії регіонів   | Вільшанське водне господарство, робітник              |
| 8                                                       | Лобода Ганна Антонівна          | 04.11.2010            | вища    | позапартійна           | Вільшанська сільська рада, головний бухгалтер         |
| 9                                                       | Ципко Лідія Миколаївна          | 04.11.2010            | вища    | позапартійна           | тимчасово не працює                                   |
| 12                                                      | Човпило Василь Олександрович    | 04.11.2010            | середня | член Партії регіонів   | пенсіонер                                             |
| 13                                                      | Пшонько Любов Петрівна          | 04.11.2010            | середня | позапартійна           | Вільшанське відділення поштового зв'язку, листоноша   |
| 14                                                      | Верещака Любов Феодосіївна      | 04.11.2010            | середня | позапартійна           | Сосницький територіальний центр, соціальний працівник |
| Політична партія Всеукраїнське об'єднання «Батьківщина» |                                 |                       |         |                        |                                                       |
| 1                                                       | Богданьок Надія Андріївна       | 04.11.2010            | середня | позапартійна           | Волинківське споживче товариство, бармен              |
| 5                                                       | Макаренко Василь Андрійович     | 04.11.2010            | вища    | позапартійний          | тимчасово не працює                                   |
| 6                                                       | Михієнко Раїса Петрівна         | 04.11.2010            | середня | позапартійна           | тимчасово не працює                                   |
| 10                                                      | Барсук Надія Степанівна         | 04.11.2010            | вища    | позапартійна           | тимчасово не працює                                   |
| 11                                                      | Сикилінда Микола Іванович       | 04.11.2010            | середня | позапартійний          | тимчасово не працює                                   |